# GSC1870-1407
GSC1870-1407 — хімічно пекулярна зоря спектрального класу B8, що має видиму зоряну величину в смузі V приблизно  0,0.

## Пекулярний хімічний вміст
Зоряна атмосфера GSC1870-1407 має підвищений вміст 
Si
.